# یادمان‌های خیام
این فهرست به یادمان‌های خیام می‌پردازد.

## جای‌ها
- آرامگاه خیام
- افلاک‌نمای خیام
- ایستگاه قطار شهری خیام
- ایستگاه متروی خیام (تبریز)
- ایستگاه متروی خیام (تهران)
- خیابان خیام
- دانشگاه خیام
- دبیرستان عمر خیام
- ستون‌های یادبود خیام
- سنگ یادبود اولیه آرامگاه خیام
- سیارک ۳۰۹۵ عمر خیام
- شهرک صنعتی خیام
- عمر خیام (دهانه)
- مدرسه خیام شهرستان تاکستان
- موزه تخصصی حکیم عمر خیام
- میدان خیام
- میدان گازی خیام
- نیروگاه سیکل ترکیبی خیام

## مناسبت‌ها
- ۲۸ اردیبهشت

## مکتوب
- خیام‌نامه

## دیگر
- چهارطاقی دانشمند ایرانی
- چهارضلعی ساکری
- خیام‌خوانی
- مثلث خیام-پاسکال
- مسابقات رباتیک خیام